# Аргастан
Аргаста́н или Аргеста́н — река в южной части Афганистана, протекающая по территории провинций Забуль и Кандагар. В верховье протекает между Афганистаном и Пакистаном. Левый приток Дори. Начинается от слияния рек Маруф и Салисунруд.
Длина — 344 км, по прямой — 258 км, коэффициент извилистости — 1,33 %, сумма длин русловых образований 894 км. Площадь водосбора — 15500 км². Высота истока — 2600 м, устья — 985 м. Средний уклон — 0,47 %. Питание дождевое. Из-за использования воды на орошение, река часто пересыхает. Расход воды крайне неравномерный, от 0 до 1000 м³/с.
Основной приток — Лора.